# Estadio Miguel Sancho
Estadio Miguel Sancho es un estadio de fútbol ubicado en la ciudad de Córdoba, en la provincia homónima de Argentina. Es propiedad del Club Atlético Racing, que también lo administra, y fue inaugurado en 1948. El estadio tiene una capacidad para 15.000 espectadores.

## Historia
El equipo jugó sus partidos como local en el Estadio Unión Telefónica, ubicado en la calle Potosí del Barrio Inglés (actual Barrio Pueyrredón). Inaugurado en junio de 1936, fue la primera sede del C.A. Racing.

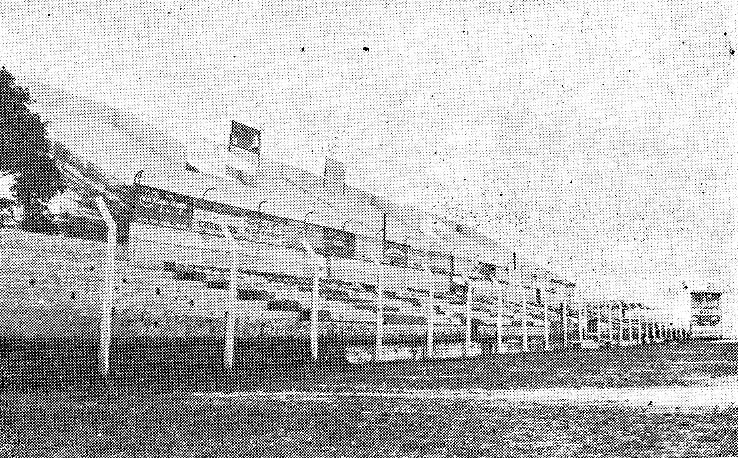
El estadio c. 1948

El arquitecto Lange fue el autor del proyecto para un nuevo estadio. La obra fue supervisada por el ingeniero Wieland. Las tribunas fueron construidas por César Gervasi y Conrado Grotstchl. Los trabajos tuvieron un costo de $81.000.
El estadio fue inaugurado el 27 de mayo de 1948 bajo la presidencia de Rubén Monguzzi. Los festejos culminaron con un partido amistoso entre Racing y el Club Atlético Belgrano, campeón de la Liga Cordobesa. Racing ganó 4–3. El estadio recién inaugurado contaba con una tribuna oficial de 70 metros de ancho con capacidad para 4.000 espectadores y 25 gradas, una tribuna popular (capacidad para 2.000) con 12 gradas, y plateas (capacidad para 300 personas).
En mayo de 1976, el estadio recibió el nombre "Miguel Sancho" como homenaje a un expresidente que dirigió el club durante 24 años. En ese momento, el presidente era Mario Spirópulos (en funciones entre 1976 y 1989).
El estadio fue remodelado en 1984 durante la presidencia de Donato Antonacci. Un año más tarde, se instaló un sistema de iluminación.